# Ambelania acida
Ambelania acida ist eine Pflanzenart in der Familie der Hundsgiftgewächse aus dem nördlichen und nordöstlichen Brasilien, den Guyanas und aus Venezuela bis Peru.

## Beschreibung
Ambelania acida wächst als kleiner, immergrüner Baum bis über 8–10 Meter hoch oder als kleinerer Strauch. Der Stammdurchmesser erreicht bis zu 20–25 Zentimeter. Der Baum führt einen Milchsaft. Die dicke, bräunliche Borke ist weich und glatt mit Lentizellen.
Die einfachen, kurz gestielten und dickledrigen, kahlen Laubblätter sind gegenständig. Der rinnige Blattstiel ist 1–2 Zentimeter lang und die gegenständigen Blattstiele sind manchmal in einer kurzen Ochrea vereinigt. Die ganzrandigen, eiförmigen bis verkehrt-eiförmigen oder elliptischen Blätter sind 12–24 Zentimeter lang und bis 8,5 Zentimeter breit. An der Spitze sind sie rundspitzig bis zugespitzt oder bespitzt. Die Nervatur ist fein gefiedert, mit feinen Seitenadern, die intramarginal zusammenlaufen. Die Nebenblätter fehlen.
Die Blüten erscheinen in achselständigen, kleinen, mehr- bis vielblütigen, kurz gestielten Dichasien mit sehr kleinen Trag- und Vorblättern. Die weißen bis gelben und fünfzähligen, kurz gestielten und zwittrigen Blüten besitzen eine doppelte Blütenhülle. Der Kelch ist klein und fünfzipflig. Die Krone ist stieltellerförmig verwachsen mit ausladenden und eingerollten, länglichen bis verkehrt-eilanzettlichen, bis 10–13 Millimeter langen Zipfeln. Es sind 5 fast sitzende Staubblätter, mit pfeilförmigen Antheren, in der oberen, 10–12 Millimeter langen, schmalen und grünlichen Kronröhre ausgebildet. Der zweikammerige Fruchtknoten ist oberständig, mit einem kurzen Griffel mit einem kleinen Griffelkopf (Clavuncula) mit zwei Narbenästen.
Es werden 8–14 Zentimeter lange und bis 4–6 Zentimeter dicke, vielsamige und meist rippige, gelbe, etwas bräunlich gefleckte, ledrige, eiförmige bis schmal-ellipsoide Beeren (Panzerbeere) mit Kelchresten gebildet. Die abgeflachten, eiförmigen bis elliptischen und dunkelbraunen Samen sind 7–10 Millimeter lang.

## Verwendung
Die süß-sauren, milchsafthaltigen Früchte, mit weißlichem Fruchtfleisch, sind essbar. Sie werden roh und gekocht verwendet, sie müssen vorher punktiert und geschält werden, um den Milchsaft abfließen zu lassen. In Brasilien ist die Frucht bekannt als Pepino do Mato.
Der Milchsaft wird, wie auch die Früchte und die Rinde, medizinisch verwendet.
Das Holz wird nur als Brennmaterial verwendet.